# Juicio a Marcos Pérez Jiménez
El juicio a Marcos Pérez Jiménez por parte de la Corte Suprema de Justicia sucedió en Venezuela entre 1963 y 1968.
Después de que una orden de extradición del gobierno de Venezuela pidiera al dictador Pérez Jiménez en Estados Unidos, fue detenido allí, y luego extraditado y juzgado en Venezuela por peculado y malversación de fondos, siendo condenado a más de cuatro años de cárcel.
La sentencia se emitió en 1968, y habiendo Pérez Jiménez concluido dicha penitencia, fue liberado. Fue la primera vez en la historia que un presidente de Venezuela fue juzgado y condenado a prisión.

## Historia

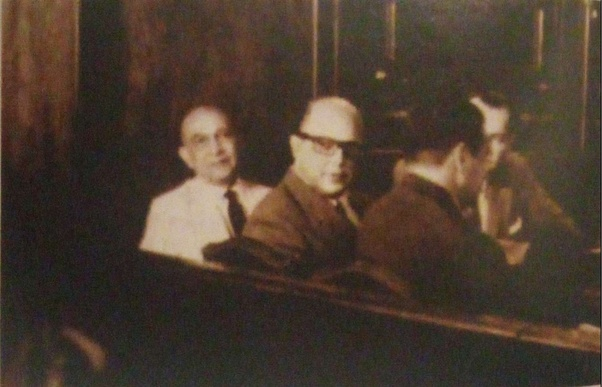
Marcos Pérez Jiménez en el banquillo de los acusados en la Corte Suprema de Justicia de Venezuela. Al fondo de frente, su abogado Rafael Naranjo Ostty.

El dictador Marcos Pérez Jiménez había huido a República Dominicana debido al Golpe de Estado en Venezuela de 1958 hacia Miami. La Corte Suprema de Justicia de Venezuela lo acusó de hurto en el erario público y lo condenó.
Estados Unidos recibió la solicitud de extradición de Pérez Jiménez el 21 de agosto de 1959 y fue detenido el día 25. El 16 de agosto de 1963, el gobierno venezolano presidido por Rómulo Betancourt en convenio con el estadounidense obtuvo la extradición de Pérez Jiménez. El 17 de agosto fue extraditado a Venezuela.
A Pérez Jiménez se le confinó en la Cárcel Modelo de Caracas mientras se realizaba el juicio, donde se le condenó a cuatro años de prisión por lo que fue liberado inmediatamente, ya que pasó cinco años en prisión esperando la sentencia. Este se fue a España por el resto de su vida.